# Sri Gading (Lubuk Dalam)
Sri Gading is een bestuurslaag in het regentschap Siak van de provincie Riau, Indonesië. Sri Gading telt 2173 inwoners (volkstelling 2010).